# Языки Шпицбергена
Официальным языком Шпицбергена является норвежский.
На норвежском языке разговаривает большинство населения посёлков Лонгйир, Ню-Олесунн и Свеагрува. Кроме того на архипелаге выходит еженедельная газета Svalbardposten. На русском языке в основном говорят жители российского посёлка Баренцбург, который является единственный населённым пунктом на архипелаге, принадлежащим Российской Федерации, после консервации посёлков Грумант и Пирамида.
На голландском языке разговаривали жители посёлка Смеренбург (1660-е годы) и Итре Норскойя (XIX век), а также в некоторых других посёлках китобоев. На датском языке разговаривали жители посёлка Смеренбург в период с 1619 по 1623 и с 1625 по 1631 годы, а также посёлка Коббефьорд в период с 1631 по 1658 годы. На английском языке разговаривали жители посёлков китобоев, основанных в период с 1611 по 1670 годы. На французском языке разговаривали жители посёлка китобоев Гамбургбухта, существовавшего в период с 1633 по 1638 годы. На шведском языке разговаривали жители посёлка Пирамида в 1910-х годах. Позднее посёлок стал советским.
В XVII-XIX веках на архипелаге в качестве средства общения использовался руссенорск — пиджин на основе русского языка использовался как способ общения поморских и норвежских торговцев. Потребность в языке исчезла вместе с окончанием свободного передвижения между обеими странами после октябрьской революции 1917 года. Последняя сделка была заключена в 1923 году.

## Другие языки
- На польском языке разговаривают учёные на польской исследовательской станции Хорнсунн.
- На китайском языке разговаривают учёные на китайской исследовательской станции Жёлтая Река[1][2][3].
- В настоящее время некоторые жители посёлка Ню-Олесунн разговаривают на немецком, итальянском, японском и корейском языках.